# Cannelton
Cannelton est une municipalité américaine située dans le comté de Perry en Indiana. Lors du recensement de 2010, sa population est de 1 563 habitants. 

## Géographie
Cannelton est située sur les rives de l'Ohio, à la frontière avec le Kentucky.
Selon le Bureau du recensement des États-Unis, la municipalité s'étend sur 1,58 mille carré (4,09 km2) dont 0,10 mille carré (0,26 km2) d'étendues d'eau.

## Histoire
La localité est fondée vers 1835 ou 1837 sous le nom de Coal Haven,,. Après un incendie, la ville est reconstruite en 1841 par l'American Cannel Coal Company qui l'appelle Cannelsburg (1841) puis Cannelton (1844),. Le cannel coal est un type de houille qui est, malgré le nom de la société, peu présent dans la région.
Cannelton devient un important centre industriel grâce au Cannelton Cotton Mill, une filature de coton fondée en 1849 par Hamilton Smith. Le monument est inscrit au Registre national des lieux historiques (NRHP) depuis 1976 ; c'est également un National Historic Landmark. Cannelton devient une municipalité en 1852 et devient le siège du comté à partir de 1859,.
La ville connaît des difficultés à partir du milieu du XXe siècle : la filature ferme en 1954, de même que de nombreux commerces en centre-ville. Le siège du comté est transféré à Tell City en 1994.
Le quartier historique de Cannelton, qui comprend environ 170 bâtiments du centre-ville datant de 1837 à 1936, est également inscrit au NRHP.

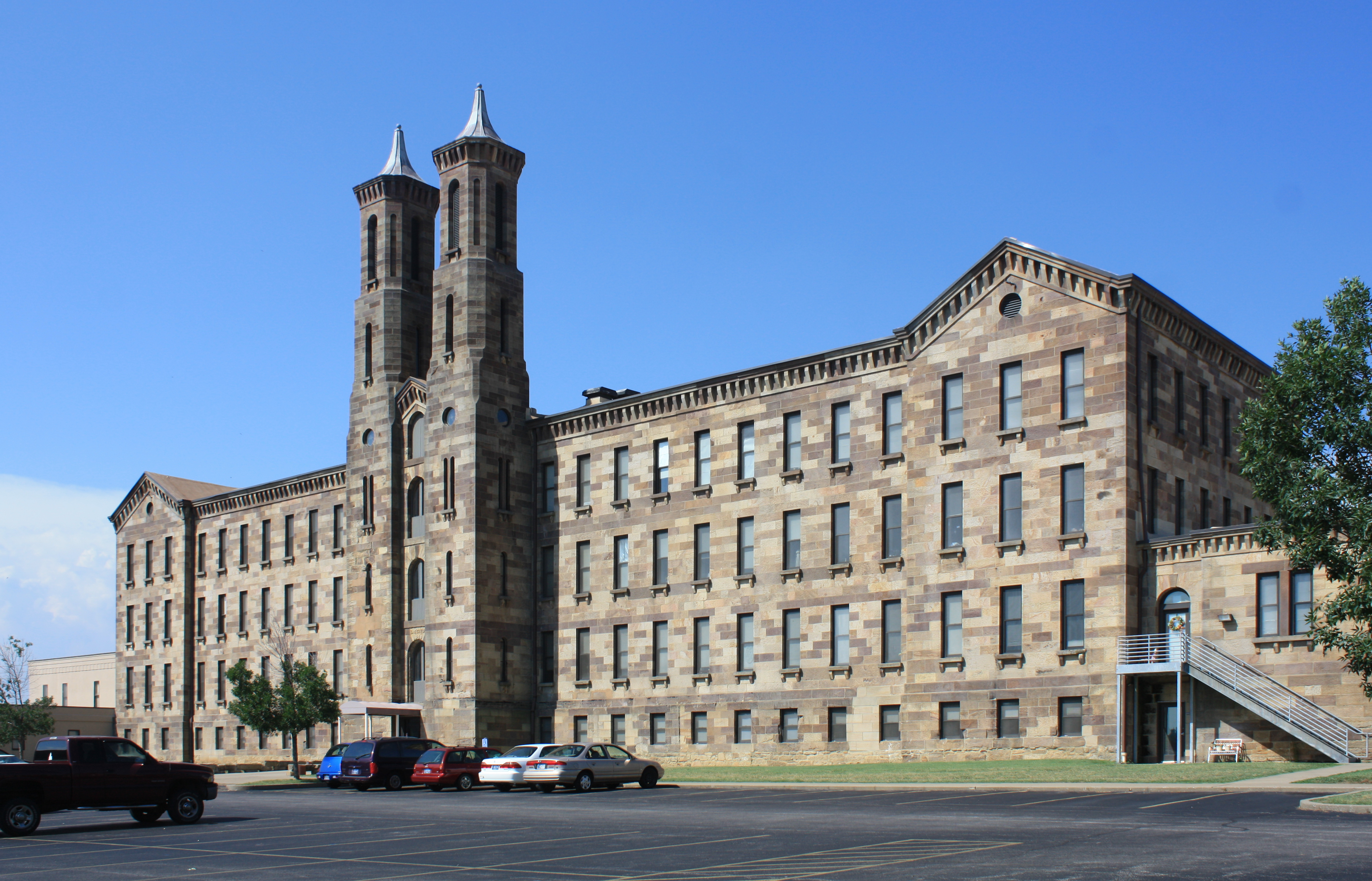
Le Cannelton Cotton Mill.
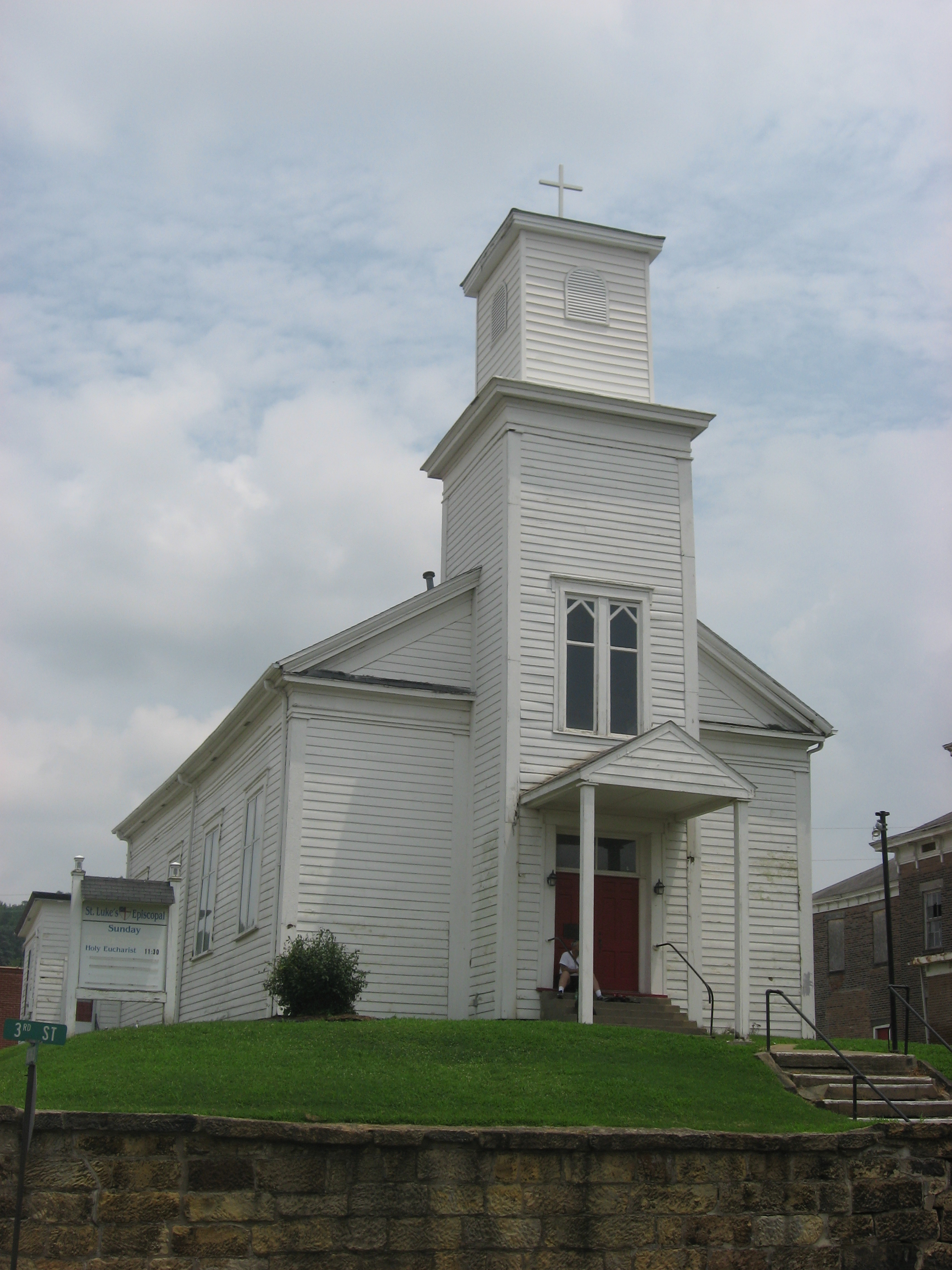
L'église St. Luke.
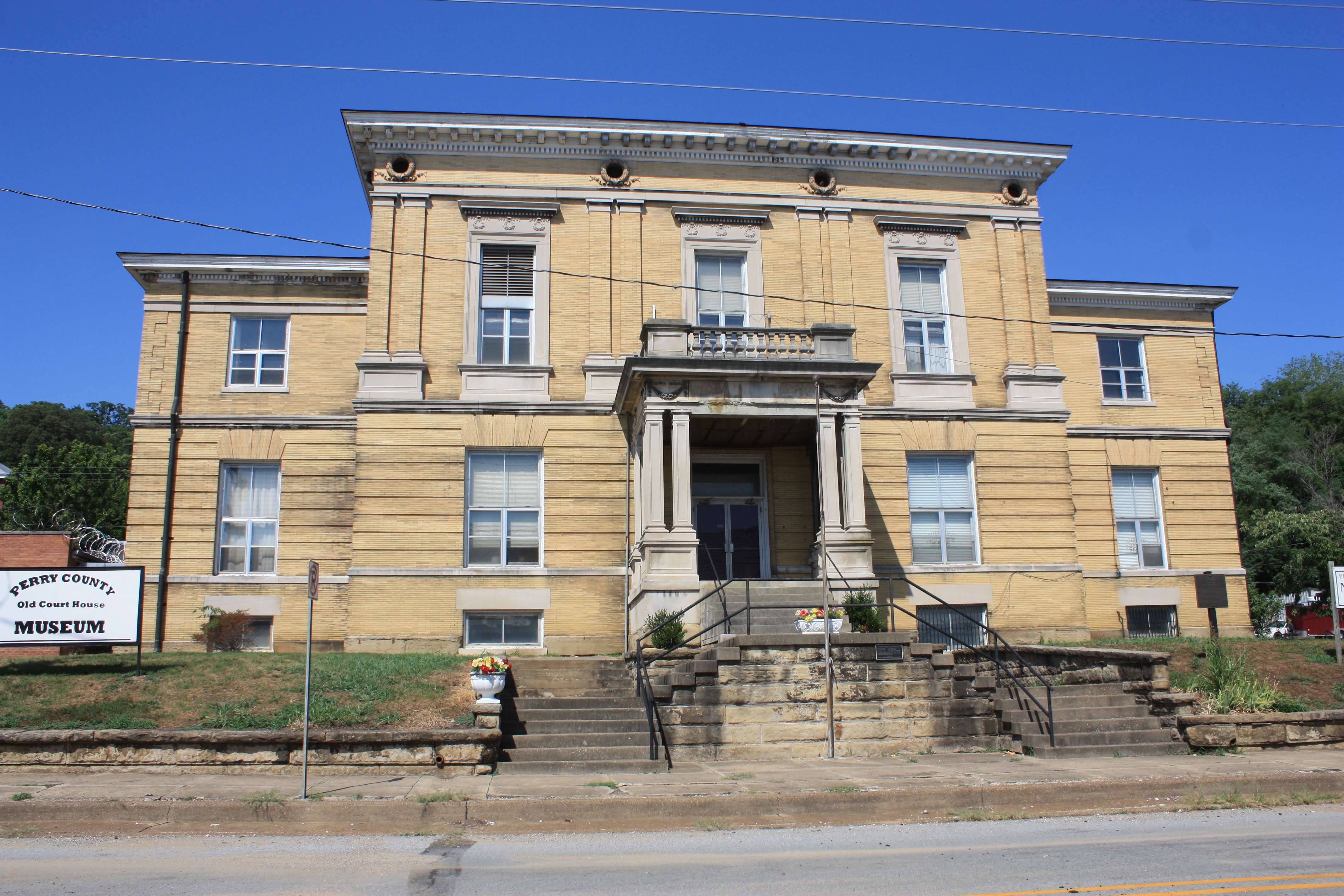
L'ancien tribunal du comté.

## Démographie
En raison des difficultés économiques, la ville voit sa population divisée par deux entre 1980 et 2000.
Selon l'American Community Survey de 2018, la population de Cannelton est très majoritairement blanche (93 %), avec une petite minorité afro-américaine (3 %) et métisse (4 %). La ville est pauvre, avec un revenu médian par foyer de 23 884 dollars, largement inférieur à l'Indiana (54 325 dollars) et aux États-Unis (60 293 dollars), et un taux de pauvreté de 35,7 % (contre 13,1 % et 11,8 %),.